# Псевдоміксома очеревини
Псевдоміксома очеревини — рідкісне онкологічне захворювання, при якому розвивається ураження очеревини, що супроводжується виділенням і накопиченням слизу в черевній порожнині. Причинами цього рідкісного захворювання часто служать муцинозні доброякісні та злоякісні пухлини червоподібного відростка, яєчників, товстої кишки, шлунка, підшлункової залози. Псевдоміксома виявляється переважно у осіб середнього і літнього віку. Вперше опис хвороби надав К. Рокітанськи в 1842 р у пацієнта з мукоцеле апендикса.
Характерна особливість псевдоміксоми в тому, що ця пухлина не метастазує з потоком крові або лімфи, а поширюється по поверхні очеревини. Наявність великої кількості слизу і пухлинних тканин призводить до порушень в роботі внутрішніх органів. Патологічний процес, як правило, розвивається повільно. Перебіг пухлинного процесу розтягується на кілька років і рідко виявляється на початкових стадіях.

## Симптоми
Збільшення розміру талії, грижа в області живота, втрата апетиту, збільшення ваги, біль у животі, поява желеподібних виділень з пупка, порушення в роботі кишечника, апендицит.

## Розвиток хвороби
Псевдоміксома очеревини — це накопичення в порожнині очеревини слизових мас з наступним продуктивним запаленням. Слиз потрапляє в порожнину очеревини при розриві цистаденом яєчників чи апендикса. Епітеліальні клітини, що потрапили в порожнину очеревини, імплантуються і ростуть по очеревині, продовжуючи утворювати слиз, що призводить до розвитку хронічного продуктивного перитоніту. Кількість слизових або желеподібних мас іноді досягає декількох літрів. Очеревина виглядає нерівномірно потовщеною, зморщеною. Між органами є численні спайки. У слизистих масах можуть бути виявлені сполучнотканинні клітини та клітини залозистого епітелію. В результаті утворення зрощень можливе формування замкнутих порожнин — кіст різних розмірів, які мають вистилання з циліндричного епітелію, що надає процесу схожість з пухлиною.

## Лікування
Традиційним методом лікування пацієнтів з псевдоміксомою є хірургічне втручання в поєднанні з хіміотерапією. Лікування повинно здійснюватися в спеціалізованому (онкологічному) стаціонарі.